# Zhoutou
Zhoutou är en socken i östra Kina. Den ligger i Susong härad i Anqing i provinsen Anhui, omkring 240 kilometer söder om provinshuvudstaden Hefei. Antalet invånare är 30 039. Befolkningen består av 15 342 kvinnor och 14 697 män. Barn under 15 år utgör 21,0 %, vuxna 15-64 år 65 %, och äldre över 65 år 12,0 %.